# 湯姆·戈登
托马斯·安东尼·戈登（英語：Thomas Anthony Gordon）是英国自由民主党政治家，自 2024 年起担任哈罗盖特和纳尔斯伯勒的国会议员。

## 早年生活和事业
托马斯·安东尼·戈登在诺丁利出生和长大。他在纽卡斯尔大学获得了生物化学理学学士学位。他获得了纽卡斯尔大学生物化学理学学士学位。他继续在纽卡斯尔大学攻读士学位(MPH)，由于他的母亲患有乳腺癌，他以兼职方式完成了学业，他说这激发了他进入政界。 他的母亲阿黛尔·海斯是韦克菲尔德议会诺丁利区的议员。
在进入议会之前，戈登曾在科学招聘和健康服务研究领域工作，还在慈善部门担任政策职务，包括在护理者信托基金工作，并担任欧洲议会议员的研究员。

## 政治生涯
大学期间，他于2018年当选为纽卡斯尔市议会庄园公园议员，任期一年。之后，他在约克大学找到工作，返回诺丁利并参加诺丁利韦克菲尔德市议会的选举，以 54.2% 的优势击败工党，成为自 2011 年以来第一位当选韦克菲尔德市议会的自由民主党人随后，他成为约克郡最年轻的议会小组领导人之一。
他在2021年巴特利和斯彭補選中被選为自由民主黨的候選人，此前最初的候選人乔·康奇因健康原因退出競選。他曾在2019年英国大选中作为自由民主党候选人参加诺曼顿、庞特弗拉克特和卡斯尔福德选区的选举。他曾在2019年英国大選中作为自由民主党候選人参加诺曼顿、庞特弗拉科特和卡斯尔福德的的選舉。戈登被選為哈羅蓋特和納爾斯伯勒的候选人，並於2024 年大選中以23,976票（46.1%）勝選。

## 个人生活
戈登是同性恋他还是一名热衷于羽毛球运动和跑步的人，定期参加跑酷活动， 截至2024年，已经完成了十几次长距离慈善跑，包括在巴黎和柏林举行的马拉松，为慈善事业筹集资金。 